# Machados
Machados là một đô thị thuộc bang Pernambuco, Brasil. Đô thị này có diện tích 45,124 km², dân số năm 2007 là 10628 người, mật độ 235,53 người/km².